# Agrypon sapporense
Agrypon sapporense là một loài tò vò trong họ Ichneumonidae.